# Зеда-Квирике
Зеда-Квирике (груз. ზედა კვირიკე) — село в Грузии, на территории Кобулетского муниципалитета автономной республики Аджария.

## География
Село находится в юго-западной части Грузии, к югу от реки Кинкиша (левый приток Кинтриши), на расстоянии 4 километров (по прямой) к юго-востоку от города Кобулети, административного центра муниципалитета. Абсолютная высота — 54 метра над уровнем моря.

## Население
По результатам официальной переписи населения 2014 года, в Зеда-Квирике проживало 490 человек (248 мужчин и 242 женщины). В национальной структуре населения грузины составляли 93,7 %, греки — 6,1 %.
| Год  | Население, человек |
| ---- | ------------------ |
| 2002 | 805                |
| 2014 | ↘ 490              |